# Ernst Lundberg
Ernst Methias Lundberg, född 24 februari 1878 i Strömsbro, Gävle, död 6 januari 1946 i Stockholm, var en svensk arkitekt och byggmästare.

## Biografi

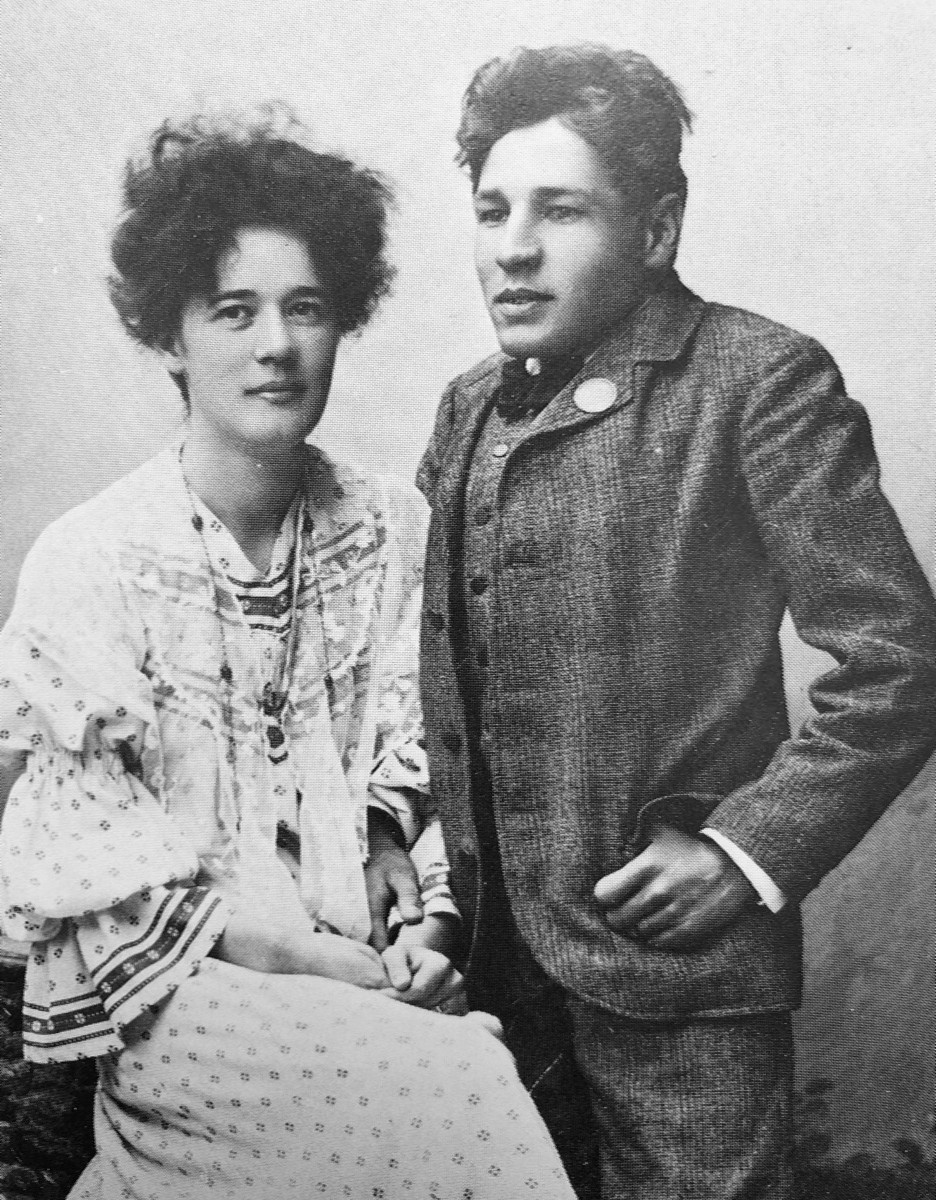
Astrid och Ernst Lundberg.

Lundberg utbildade sig på byggnadsskolan vid Tekniska skolan till byggnadsingenjör där han tog examen år 1900. Han hade sitt genombrott och sitt första större uppdrag i samband med Konst- och industriutställningen i Norrköping 1906. Industriutställningen blev även början av en lång vänskap med arkitekten Carl Bergsten som var utställningens huvudarkitekt. Ernst Lundberg drev sedan 1906 egen verksamhet och uppträdde även som byggherre och byggmästare och hade samarbete med många andra arkitekter. Lundberg var även ledamot av Oscars församlings kyrkoråd.

## Familj
Lundberg gifte sig 1906 med Astrid Svensson (1881–1956). Paret fick fyra döttrar: Vanja, Merit (gift Hertzman-Ericson), Elsie och Marianne (gift Nielsen). Marianne Nielsen var skådespelare och mor till skådespelaren Monica Nielsen. Merit Hertzman-Ericson var psykolog och författare. Makarna Lundberg är begravda på Norra begravningsplatsen utanför Stockholm.

## Arbeten (urval)

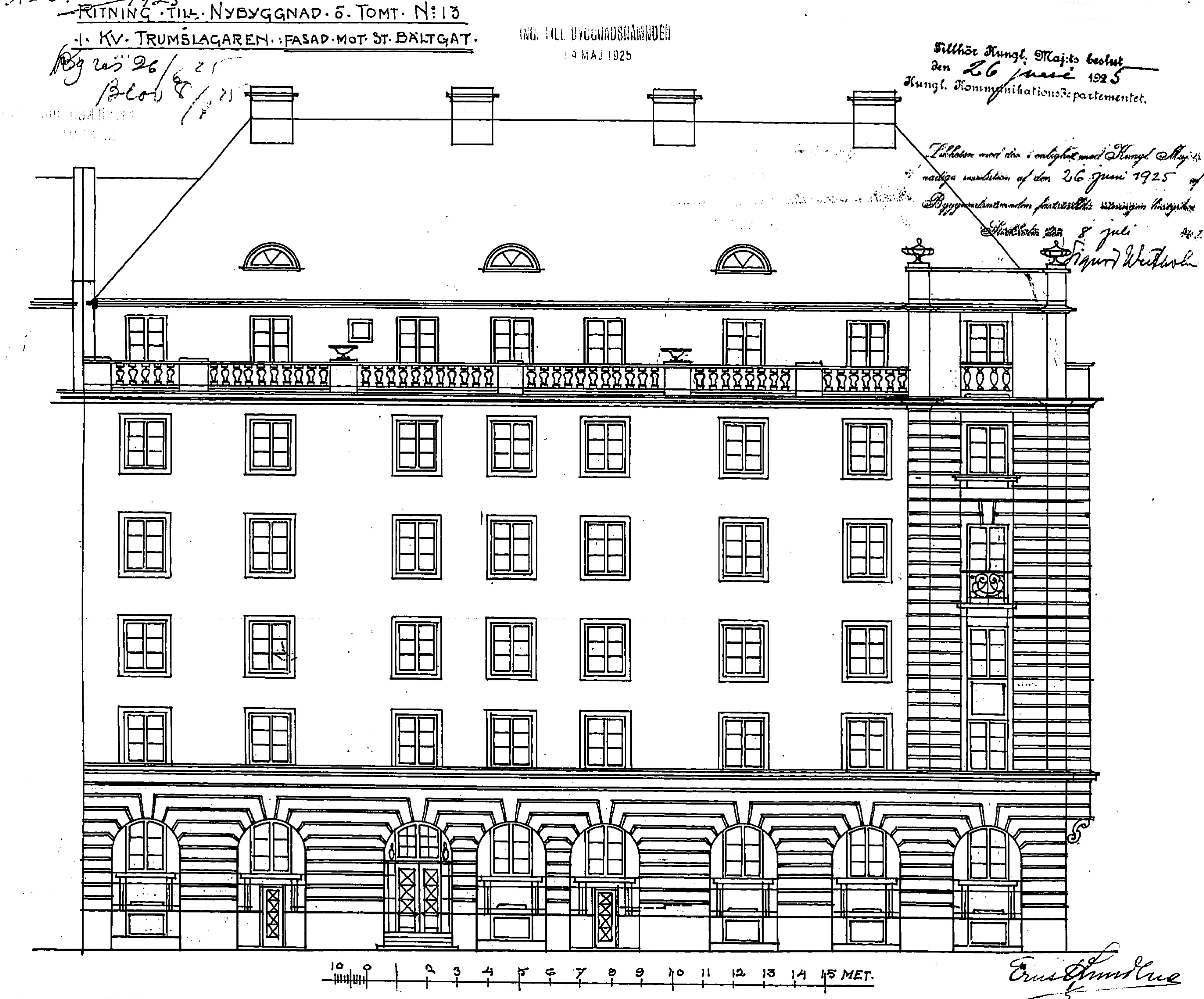
Trumslagaren 13, Lundbergs fasadritning, 1925.

- Skravelberget större 1, Nybrogatan 9 (1908), byggmästare.[1]
- Österbotten 18, Birger Jarlsgatan 27 (1912), byggherre och byggmästare.[2]
- Lövsångaren 3, Odengatan 21 (1913), byggherre och byggmästare.[3]
- Vattuormen 34, Norr Mälarstrand 32 (1926), byggmästare.[4]
- Trumslagaren 13, Wittstocksgatan 2 (1926), arkitekt, byggherre och byggmästare.[5]
- Vattuormen 41, Norr Mälarstrand 30 (1929), byggmästare.[6]